# Jessica Parratto
Jessica Parratto (Dover, 26 giugno 1994) è una tuffatrice statunitense, che ha rappresentato gli Stati Uniti ai Giochi olimpici di Rio de Janeiro 2016 e di Tokyo 2020.

## Palmarès
- Giochi olimpici

Tokyo 2020: argento nel sincro 10 m.
- Mondiali

Fukuoka 2023: bronzo nel sincro 10 m.